# Śniadówka
Śniadówka – wieś w Polsce położona w województwie lubelskim, w powiecie puławskim, w gminie Baranów.
W latach 1975–1998 miejscowość należała administracyjnie do ówczesnego województwa lubelskiego.
Wieś stanowi sołectwo gminy Baranów. Według Narodowego Spisu Powszechnego z roku 2011 wieś liczyła 333 mieszkańców.

## Historia
W czasie II wojny światowej 40 mieszkańców wsi było członkami podziemnych organizacji: Batalionów Chłopskich oraz Ludowego Związku Kobiet. We wsi wychodziło pismo Orle Ciosy (nakład: 220 egzemplarzy).
23 października 1943 roku w jednym z domów wywiązała się strzelanina pomiędzy patrolem żandarmów niemieckich a 3 partyzantami. Zginął jeden Niemiec, wszyscy trzej partyzanci oraz 3 domowników.
W odwecie tego samego dnia Niemcy dokonali pacyfikacji wsi. Jadąc ciężarówką przez wieś, strzelali do przypadkowo napotykanych osób. Zginęło 17 mieszkańców wsi. 30 października 1943 roku Niemcy dokonali tutaj egzekucji przywiezionych przez siebie 5 więźniów oraz jednego złapanego akurat partyzanta. Wszyscy zostali rozstrzelani. Wieś podpalono, spłonęło 40 gospodarstw.
Wydarzenia z czasów II wojny światowej upamiętnia postawiony we wsi pomnik.